# 喬安娜·沃沃什
喬安娜·沃沃什（波蘭語：Joanna Wołosz，1990年4月7日—）是一名波蘭女子排球運動員，曾隨國家隊參加2010年世界女子排球錦標賽。她也參加了2015年歐洲運動會，獲得一枚銀牌。

## 獎項

### 个人荣誉
2017–2018賽季歐洲女排聯賽冠軍盃：最佳二傳

### 俱乐部荣誉
- 2019年世界女排俱乐部锦标赛： - 冠军（效力于科內利亞諾女排俱樂部）
- 2021年欧洲女子排球冠军联賽： - 冠军（效力于科內利亞諾女排俱樂部）

### 國家隊
- 2015年歐洲運動會排球比賽： - 銀牌